# Юнис (шторм)
Шторм Юнис (в Германии известный как шторм Зейнеп, в Дании как шторм Нора) — интенсивный внетропический циклон, сформировавшийся 14 февраля 2022 года. Юнис установил рекорд по самому быстрому порыву ветра, зарегистрированному в Англии, со скоростью 196 км/ч. Юнис стал причиной гибели 17 человек. Это один из самых мощных штормов, обрушившихся на южное побережье Англии со времён Великого шторма 1987 года.

## Метеорологическая история
Метеорологическая служба Великобритании объявила о формировании шторма Юнис и шторма Дадли 14 февраля 2022 года. Свободный университет Берлина 16 февраля присвоил шторму имя Зейнеп. 18 февраля метеорологическая служба Ирландии Met Éireann написала в Twitter, что быстрое падение давления во время циклогенеза является признаком взрывного циклогенеза в районе шторма.

## Последствия

### Великобритания

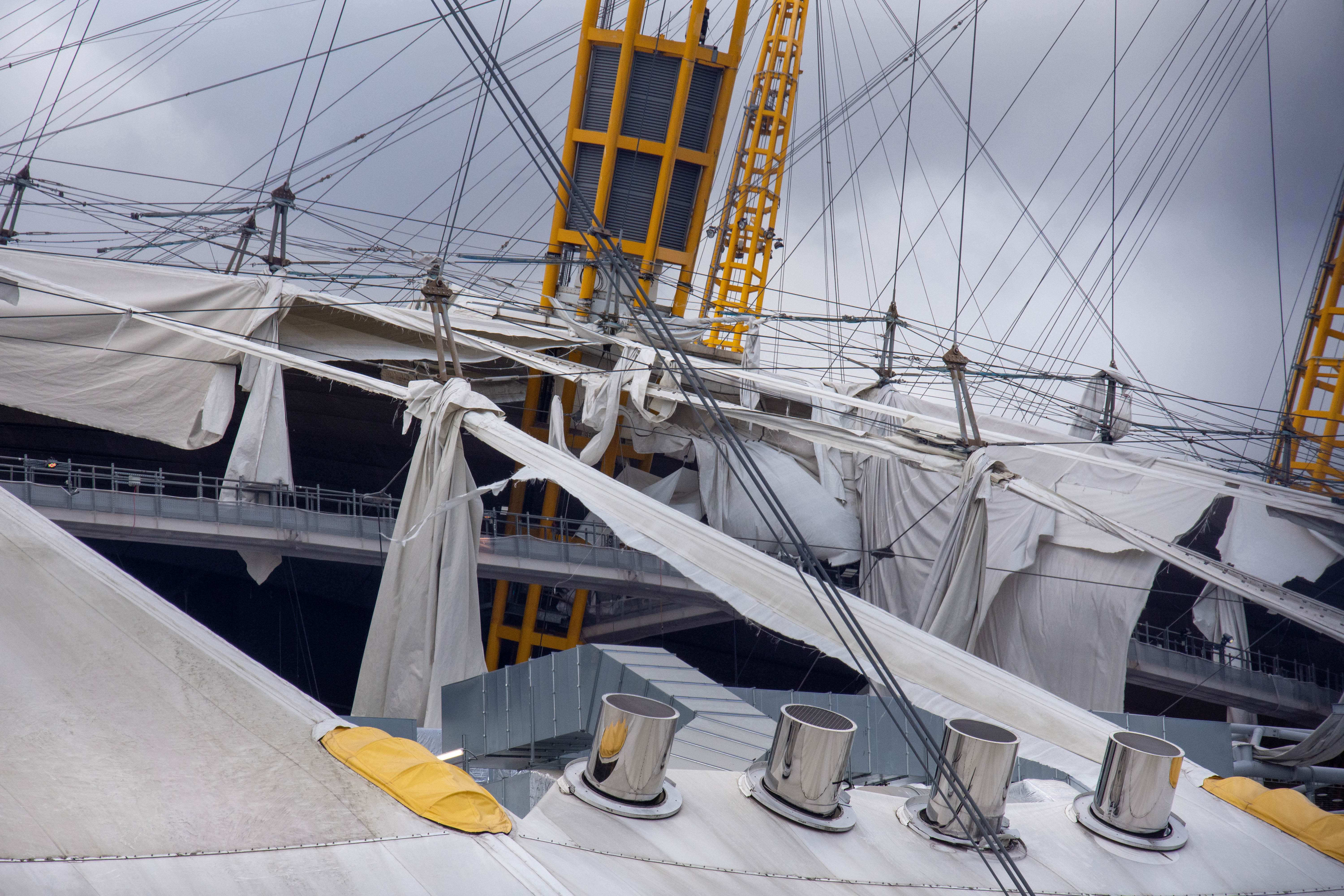
Повреждения крыши O2 Arena

Несколько человек получили ранения, три человека погибли: женщина в Харингее после того, как дерево упало на её автомобиль, мужчина в Нетертоне, после того, как обломки попали в ветровое стекло его автомобиля и мужчина в Алтоне, когда автомобиль врезался в упавшее дерево.
В Лондоне были оторваны участки крыши O2 Arena.
90 000 домов на юго-западе Англии остались без электричества. Дорсет сильно пострадал от шторма. Паромное сообщение Sandbanks Ferry было приостановлено.
Матч Кубка Английской футбольной лиги между «Борнмут» и «Ноттингем Форест», запланированный на вечер 18 февраля, был отложен из-за повреждения стадиона Виталити.
Рейсы на поездах были отменены или задержаны по всей Великобритании. В Уэльсе поезда полностью прекратили выполнение рейсов. На YouTube-канале Big Jet TV был организован прямой эфир из аэропорта Хитроу, на котором были запечатлены попытки пилотов приземлить самолёты в аэропорту. Эфир быстро приобрёл популярность.

### Бельгия
Крыша Геламко Арена была повреждена, что привело к переносу матча чемпионата Бельгии по футболу, запланированного на 18 февраля. В Турне части строительного крана оторвались и упали на больницу, повредив крышу и верхний этаж. Центр города Ассе пришлось эвакуировать из-за риска обрушения церковной башни.
Работа общественного транспорта была приостановлена в большей части Фландрии, а NMBS и De Lijn объявили, что поезда, автобусы и трамваи были отменены. Рейсы Thalys между Брюсселем и Амстердамом были отменены.
Два человека погибли. В Ипре 79-летний британец утонул, упав со своей лодки на пристани для яхт. В Генте мужчина пострадал от разбитой солнечной панели и на следующий день скончался в больнице. По меньшей мере ещё трое получили серьёзные ранения. В Менене 18-летний спортсмен был доставлен в больницу в критическом состоянии после удара оторвавшейся веткой. В Темсе мужчина получил серьезную травму головы после того, как металлическая часть была сорвана с контейнера на строительной площадке. В Вёрне водитель грузовика был госпитализирован после того, как его грузовик перевернулся.

### Дания
Датский метеорологический институт дал шторму название Нора, полагая, что имя Юнис будет трудно произносить на скандинавских языках. Нора не нанесла значительного ущерба Дании. Предполагается, что Нора обрушилась на страну со скоростью ветра до 70 км/ч. Учёные из института также заявили, что Нора нанесла наибольший ущерб в Южной Ютландии, особенно вблизи границы с Германией.

### Франция
Во Франции в 5 департаментах было объявлено оранжевое предупреждение, в северных точках Франции ожидался ветер со скоростью 140 км/ч, однако порывы достигали 176 км/ч. Жёлтые предупреждения были выпущены для большей части Северной Франции. Сообщалось, что полиция в Вимрё патрулировала набережную, следя за тем, чтобы по ней никто не ходил.
Шесть человек получили серьёзные ранения на севере Франции. До 160 000 домохозяйств остались без электричества по всей стране. Выполнение региональных рейсов на поездах в О-де-Франс и Нормандии были приостановлены. Вокзал Лилль-Фландрия был эвакуирован после того, как обломки упали на стеклянную крышу.

### Германия

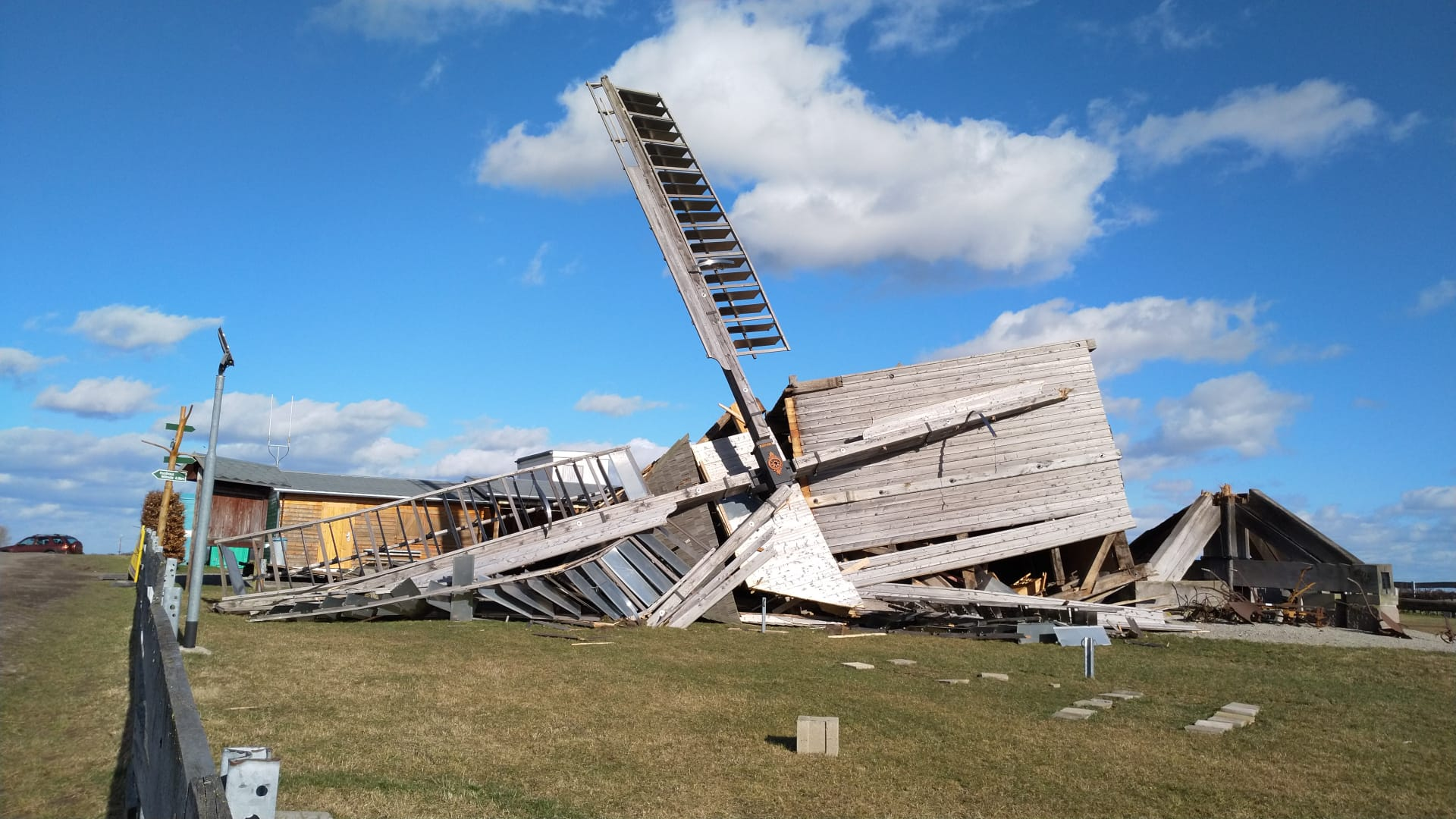
Последствия шторма (Германия)

В Германии Юнис получил название Зейнеп. В преддверии последствий шторма предупреждения о штормовых приливах были выпущены вблизи реки Эльба. Ожидалось, что порывы будут достигать 145 км/ч, что выше, чем у Илии, которая затронула этот район всего за несколько дней до этого. Юнис достиг Германии около 12:00 по местному времени, недалеко от устья Эльбы. Во время шторма погибли три человека, двое из которых находились в Северном Рейне-Вестфалии, ещё один — в Нижней Саксонии.

### Ирландия
16 февраля Met Éireann выпустила предупреждение оранжевого цвета для семи округов, заявив, что шторм принесёт сильные и потенциально разрушительные ветры с порывами до 130 км/ч. На следующий день метеорологическая служба выпустила дополнительные предупреждения красного цвета о дожде, ветре и снеге для графств Корк, Керри, Клэр и Уотерфорд. Всем школам, колледжам, университетам и учреждениям по уходу за детьми было рекомендовано закрыться в графствах с предупреждениями оранжевого и красных цветов. Ряд авиарейсов, паромных переправ, автобусное и железнодорожное сообщения были отменены по всей стране.
Были зарегистрированы порывы ветра со скоростью 172 км/ч у маяка Фастнет и со скоростью 137 км/ч у маяка Точка Роше.
До 80 000 домов и предприятий по всей стране остались без электричества. В графстве Уэксфорд 59-летний член местного совета был убит упавшим деревом. Поступали сообщения о повреждениях крыши железнодорожной станции Клонтарф-роуд.

### Литва
Шторм вызвал перебои в подаче электроэнергии по всей Литве 19 февраля, в основном в западных и центральных регионах. Уровень воды в реке Дане в городе Клайпеда быстро поднялся и затопил улицы в центре города, судоходство в регионе было приостановлено. Порывы ветра достигали 90 км/ч и, как ожидается, будут достигать 100—108 км/ч . Максимальная зарегистрированная высота волны составляла 5 метров.

### Нидерланды

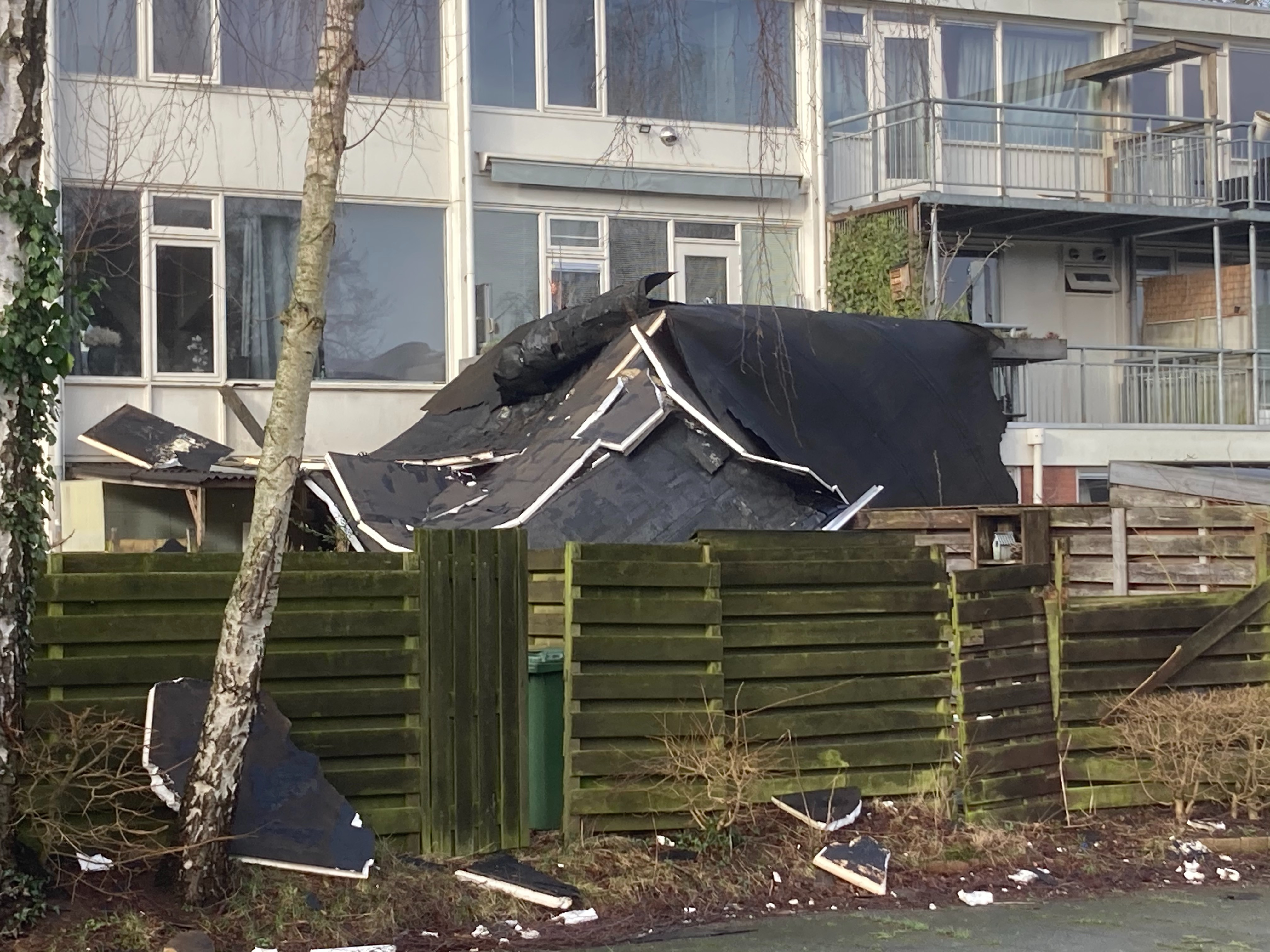
Последствия шторма (Гронинген)

Королевский нидерландский метеорологический институт выпустил предупреждения красного цвета для провинций Зеландия, Южная Голландия, Северная Голландия и Фрисландия. Оранжевое предупреждение действовало для остальной части страны, за исключением Лимбурга, в котором была объявлена жёлтая опасность. Институт сообщил, что они ожидаются порывы ветра от 100 до 120 км/ч. Это четвёртый раз с 2021 года, когда в Нидерландах действует красная опасность, последний раз был в июле 2021 года.
Железнодорожный оператор Nederlandse Spoorwegen 17 февраля объявил, что отменяет все внутренние и международные железнодорожные перевозки с 14:00 по CET 18 февраля. Многие университеты и школы закрылись 18 февраля. Национальные компании розничной торговли, суды и мэрии прекратили работу по всей стране.
По данным на 18 февраля четыре человека погибли из-за поваленных деревьев. Два человека погибли в Амстердаме. Водитель в Димене также был убит падающим деревом. Ещё один человек погиб в Адорпе, когда его автомобиль столкнулся с поваленным деревом.
Была повреждена крыша стадиона Карс Джинс.
Ранним вечером 18 февраля несколько домов в Гааге были эвакуированы из-за сообщений о неустойчивости одной из двух башен Эландкерка.

### Польша
Четыре человека погибли и девять человек получили ранения. Шторм повалил тысячи деревьев и заблокировал автомобильный и железнодорожный транспорт (в основном в Померании, Мазовии, Великой Польше, Вармии и Мазурии). Рейсы на поездах были задержаны на более чем 400 минут или отменены. Более 1,2 миллиона человек остались без электричества. Было повреждено более 5000 зданий. Служба 112 была перегружена. Было зафиксировано 180 000 экстренных вызовов и более 25 000 сообщений о происшествиях, в основном в связанных с упавшими деревьями, оборванными линиями электропередач или повреждёнными крышами. Высокие здания в Варшаве были повреждены. Самые сильные порывы ветра были зафиксированы утром 19 февраля в Лебе (119 км/ч) и на горе Снежка (162 км/ч).

## Погибшие
Количество жертв по странам:
| Страна         | Количество |
| -------------- | ---------- |
| Польша         | 4          |
| Нидерланды     | 4          |
| Великобритания | 3          |
| Германия       | 3          |
| Бельгия        | 2          |
| Ирландия       | 1          |
| Всего          | 17         |